# 奈良国立博物館

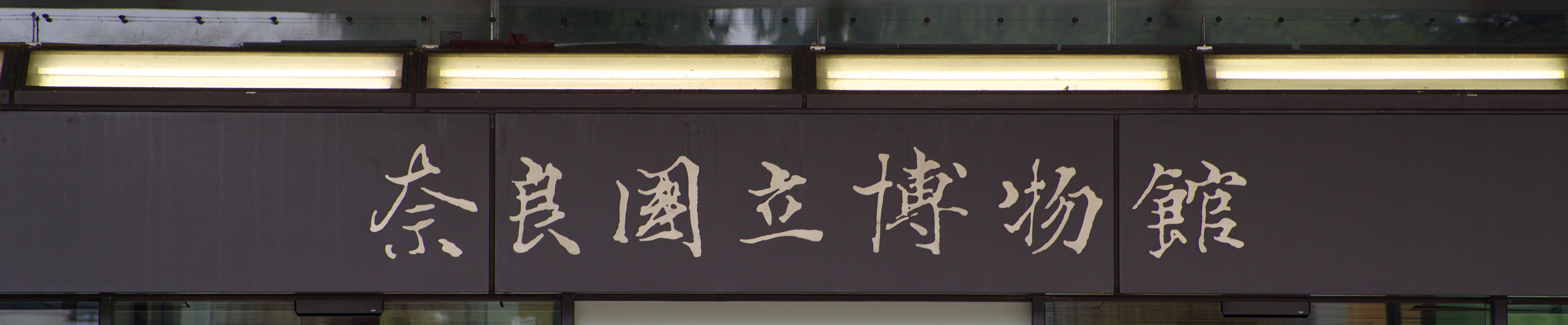
新館入口の館名表示。聖武天皇筆『雑集』（正倉院宝物）から集字。

奈良国立博物館（ならこくりつはくぶつかん）は、奈良県奈良市登大路町にある、独立行政法人国立文化財機構が運営する博物館である。館長は井上洋一。2020年3月31日時点で、国宝13件、重要文化財114件を含む収蔵品の総数は1,911件。これとは別に、国宝52件、重要文化財306件を含む総数1,974件の寄託品を収蔵している。2019年度の平常展の展示替え件数は239件、展示総件数は461件。同年度の来館者数は約61万人で、平常展来場者は約16万人。

## 概要
仏教美術を中心とした文化財の収集、保管、研究、展示を行うとともに、講演会や出版活動などを通じた普及活動を行うことを主たる活動内容としている。展示施設は本館、本館付属棟、東新館、西新館、地下回廊がある。このうち本館は、赤坂離宮（迎賓館）などを手がけた宮廷建築家・片山東熊の設計により1894年（明治27年）竣工したもので、明治期の洋風建築の代表例として重要文化財に指定されている。展示品は館蔵品のほか、奈良県下を中心とした社寺や個人からの寄託品も多い。毎年秋に実施される「正倉院展」の会場でもある。

## 沿革

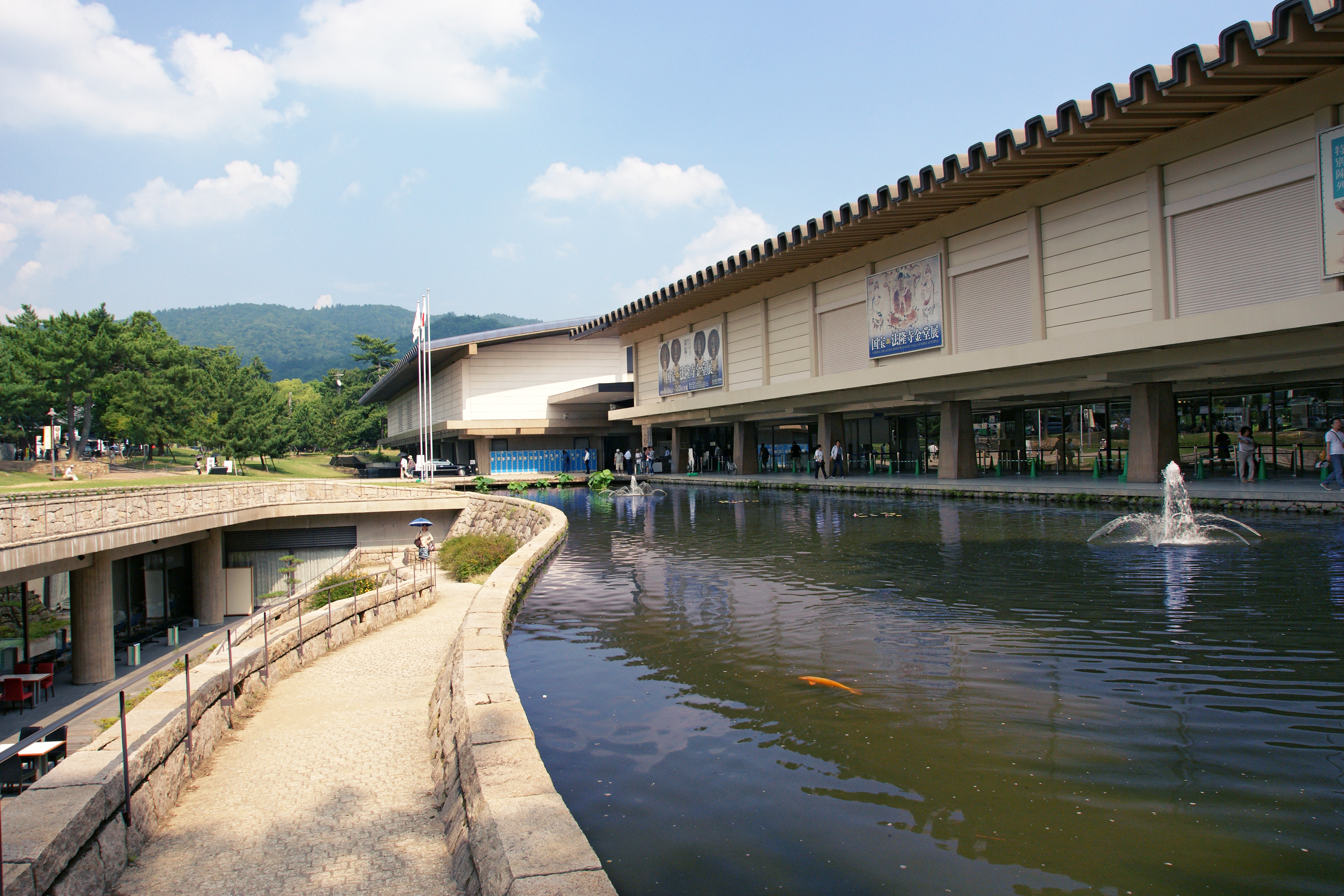
新館と水庭、地下回廊アプローチ

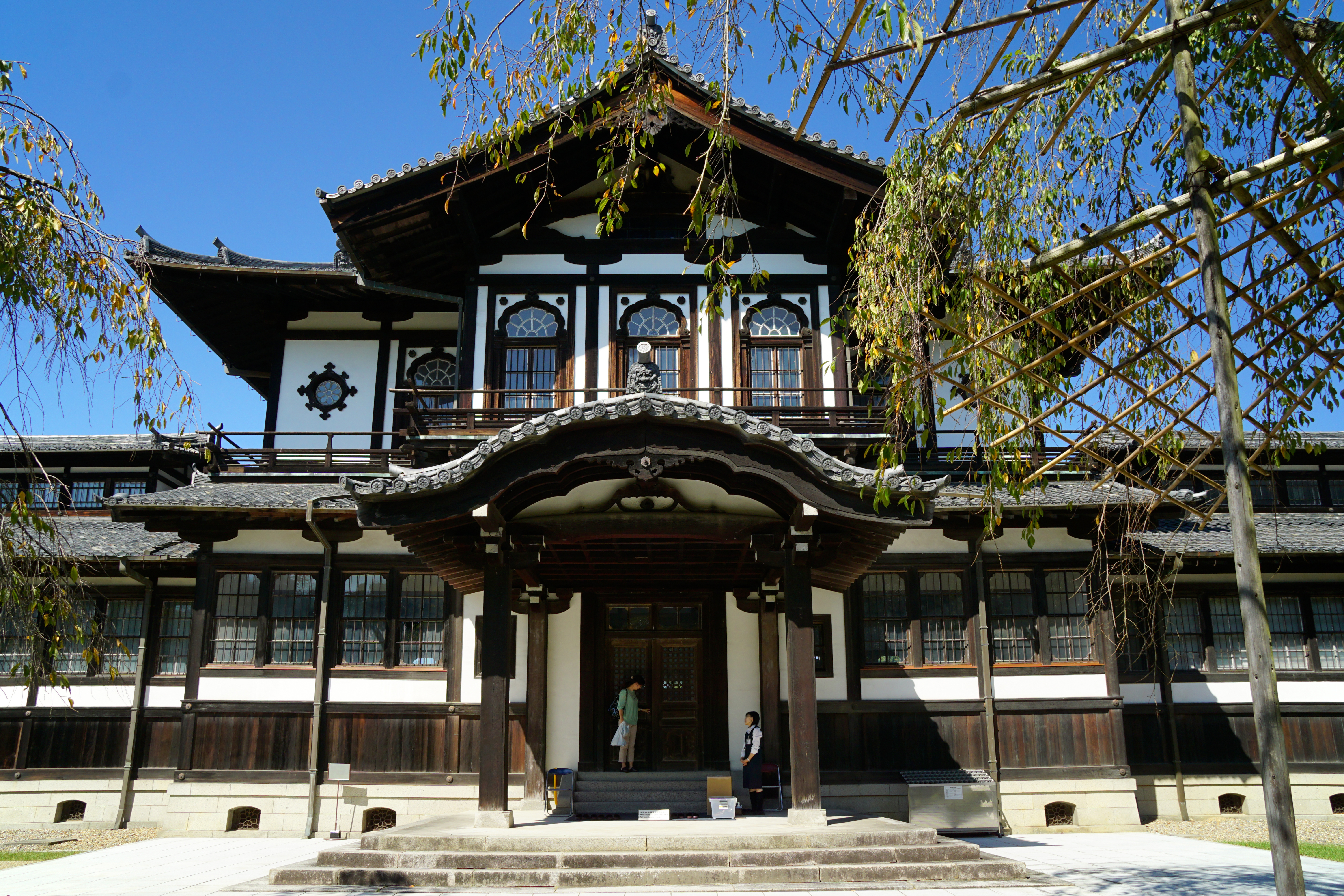
旧奈良県物産陳列所（重要文化財、現・仏教美術資料研究センター）

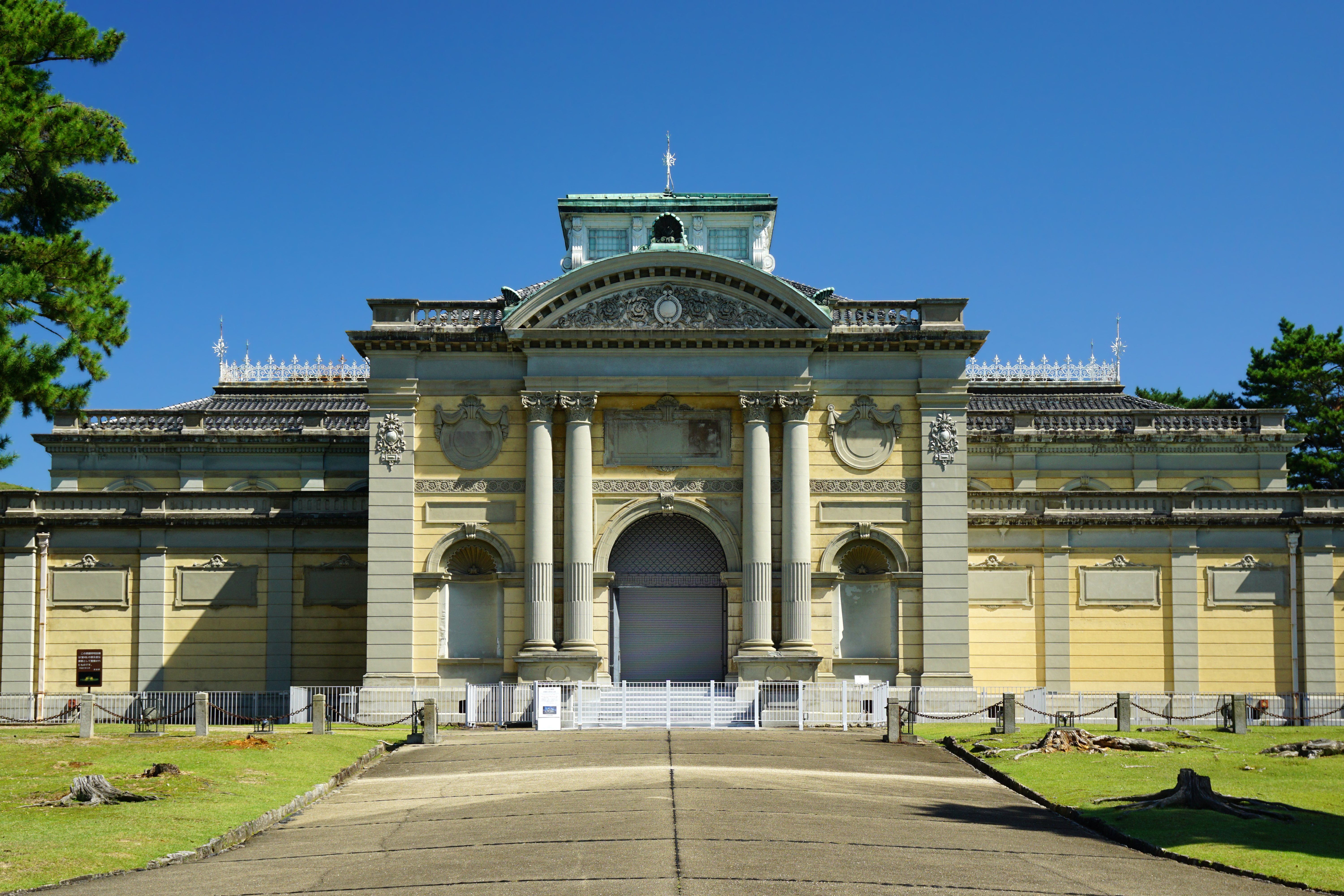
旧帝国奈良博物館本館（重要文化財、現・なら仏像館）

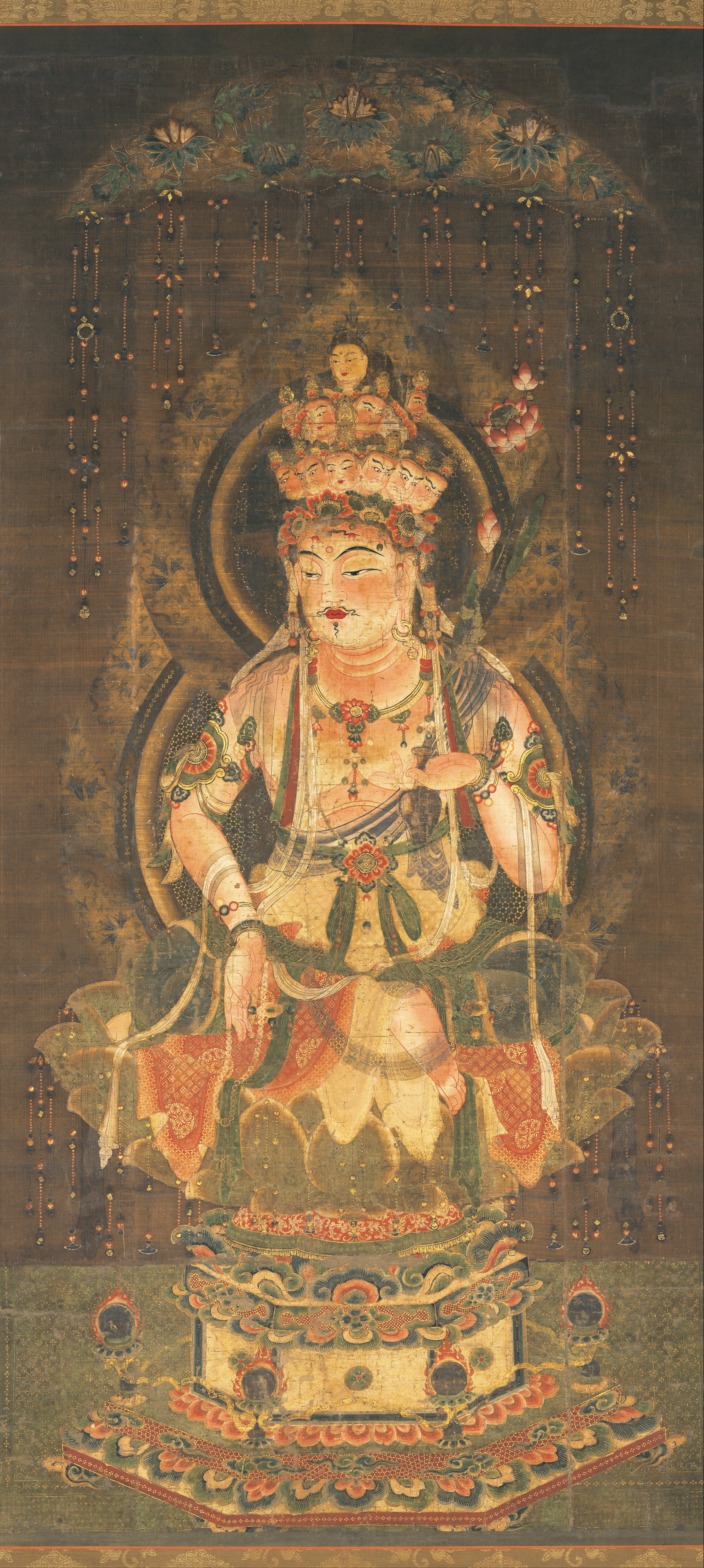
十一面観音像（国宝）

館は1895年（明治28年）、帝国奈良博物館として開館した。開館へは、寺社が1875年（明治8年）の上知令で所領が国に没収され困窮し、さらに1868年廃仏毀釈で仏像仏画などの文化財の破壊や盗難が放縦し、宝物の散逸を設置により保護することが主な目的としてあった。博物館の観覧収入を社寺への補助金に充てる構想も実現に至らなかったが、提示された。そのほかに海外の万国博覧会や国内の博覧会での日本文化展示が好評で、日本文化が再評価され国威発揚の一環として、文化政策と情報発信の推進が求められた。さらに奈良での前史として、奈良博覧会の存在がある。1874年（明治7年）、当時の奈良県権令・藤井千尋が中心となり、官民合同の奈良博覧会社が設立された。翌1875年（明治8年）開催された第1回奈良博覧会は、東大寺大仏殿と周囲の回廊を会場として、正倉院宝物をはじめ、社寺や個人から出品された書画、古器物、動植物標本、機械類などを陳列した。80日間の会期中にのべ17万人が訪れる大盛況であったことが当時の記録からわかる。その後奈良博覧会は1877年（明治10年）を除いて毎年開催され、1890年（明治23年）までに計15回を数えた。
当時、東京上野にはすでに宮内省所管の博物館（東京国立博物館の前身）があったが、1889年（明治22年）、宮内大臣通達により東京の博物館の名称を「帝国博物館」に改めるとともに、京都と奈良にもそれぞれ帝国博物館を設置することが決まった。機関としての帝国奈良博物館の発足はこの時である。こうして、興福寺旧境内である現在地で1892年（明治25年）より建設工事が始まり、1894年に本館が竣工、翌1895年4月29日に開館した。館長は奈良県知事古沢滋が兼務していたが、1895年10月に山高信離が館長となった（当時開館準備中であった帝国京都博物館長と兼務）。1900年（明治33年）には館名を奈良帝室博物館に改めている。この呼称は1947年（昭和22年）まで使われた。
1895年の開館時の出品目録を見ると、御物（皇室所蔵品）の拝借品、東京の帝国博物館からの出品、および個人所蔵者からの出品に限られており、社寺からの出品はこの時点ではまだ行われていなかった。前述の御物拝借品には、法隆寺献納宝物の聖徳太子像（阿佐太子像）、法華義疏、竜首水瓶、麻耶夫人及び侍者像などが含まれている。また、この時、東京の帝国博物館からの出品された作品の一部は1904年（明治37年）に帝国奈良博物館に寄贈され、現在も奈良国立博物館の所蔵品となっている。社寺からの寄託出品が盛んになったのは、1903年（明治36年）に開催された「奈良県下国宝展」が契機になったとみられる。
1947年、新憲法の公布とともに博物館は文部省に移管され、国立博物館奈良分館となった。奈良国立博物館という名称に変わったのは1952年（昭和27年）からである。所管は1950年（昭和25年）文化財保護委員会、1968年（昭和43年）文化庁に変更し、2001年（平成13年）からは独立行政法人国立博物館、2007年（平成19年）からは独立行政法人国立文化財機構の設置する博物館となっている。
その間、1972年には吉村順三の設計による新館が完成し、正倉院展は新館で開催されるようになる。また、本館と新館は地下道で結ばれるようになる。1997年には、やはり吉村順三の設計による東新館が完成し、従来の新館は西新館と改称する。両新館は統一デザインを採用し景観の調和を図っている。これに伴い新館側の入口が両新館の間に新設されたエントランスホールに変更され、本館を結ぶ地下道も新たに作られた「地下回廊」に変更され、ミュージアムショップや軽食ラウンジ、トイレや簡単な展示パネル、仏像の構造や印相の解説の展示などを備えた無料ゾーンとなっている。2002年には古美術商店「不言堂」創業者坂本五郎から寄贈された大量の中国古代青銅器の常設展示スペースとして、本館付属棟（元は収蔵庫）に「青銅器館」として開設されている。2010年には本館が展示室をリニューアルして新たに「なら仏像館」として再オープンした。なお、両新館は2階のみが展示室となっている。
和辻哲郎の『古寺巡礼』（1919年刊）にも当時の奈良帝室博物館が登場する。当時の博物館には法隆寺の百済観音像、興福寺の阿修羅像などの、美術史上著名な作品が数多く寄託・展示されていた。小島貞一『奈良帝室博物館を見る人へ』（1925年）、安藤更生『美術史上の奈良博物館』（1929年）によると、当時の当館には興福寺から八部衆像、十大弟子像、無著・世親像、北円堂四天王像、金剛力士像、天燈鬼・龍燈鬼像などが寄託され、他に法輪寺虚空蔵菩薩立像、大安寺楊柳観音立像、秋篠寺伎芸天立像、橘寺日羅立像、海龍王寺五重小塔、元興寺（極楽坊）五重小塔などが寄託展示されていた。第二次大戦後、各地の社寺において鉄筋コンクリートの宝物館・収蔵庫の新設が相次ぎ、博物館に寄託されていた仏像等は元の寺院に返還されるケースが多くなっている。
1922年12月18日、来日していたアルベルト・アインシュタインが来館している。当日の日記には日本の芸術について深い印象を覚えた旨が記された。
2020年2月27日から同年3月15日にかけて、新型コロナウイルスの感染拡大に伴い、他の国立博物館とともに臨時休館措置が取られる。

## 国宝の一覧
- 国宝・重要文化財全件の一覧は別項「奈良国立博物館所蔵文化財一覧」を参照。

独立行政法人国立文化財機構所有、奈良国立博物館保管の国宝は以下のとおりである。
- 絹本著色十一面観音像（井上馨、益田孝旧蔵）
- 紙本著色地獄草紙
- 紙本著色辟邪絵（へきじゃえ）
- 紙本墨画淡彩山水図（水色巒光図－すいしょくらんこうず）伝周文筆
- 木造薬師如来坐像　京都・若王子神社旧蔵
- 牛皮華鬘（ごひけまん）東寺伝来
- 刺繡釈迦如来説法図　京都・勧修寺旧蔵
- 蓮唐草蒔絵経箱　福井・神宮寺旧蔵
- 金剛般若経開題残巻　弘法大師筆　（三十八行）
- 紫紙金字金光明最勝王経　広島・西国寺旧蔵
- 日本書紀　巻第十残巻（田中本）
- 伝教大師筆尺牘（せきとく）（久隔帖）最澄筆 弘仁四年十一月廿五日
- 越中国射水郡鳴戸村墾田図 天平宝字三年十一月十四日

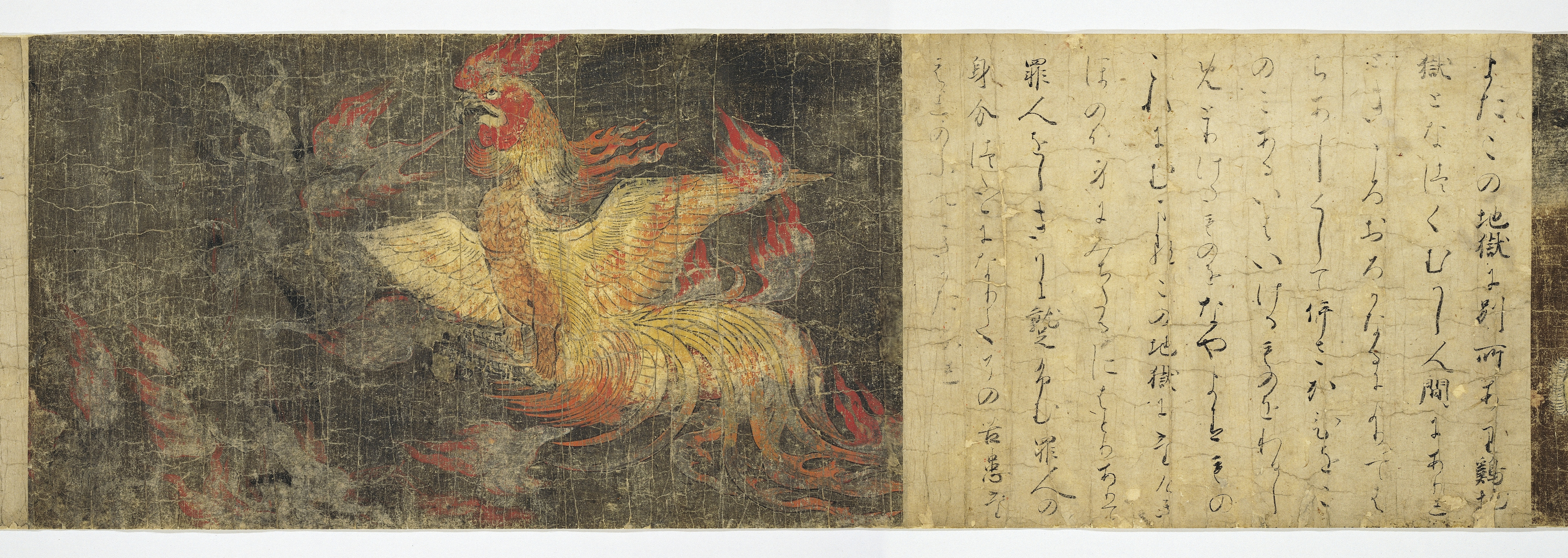
地獄草紙のうち鶏地獄
地獄草紙のうち鉄磑所
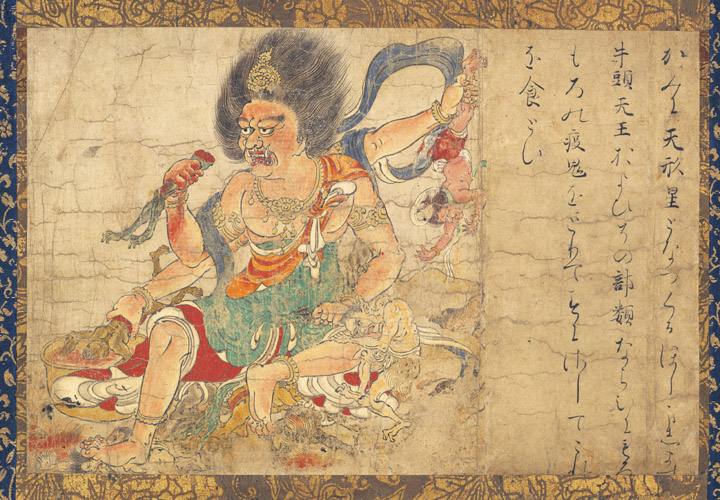
辟邪絵のうち天刑星
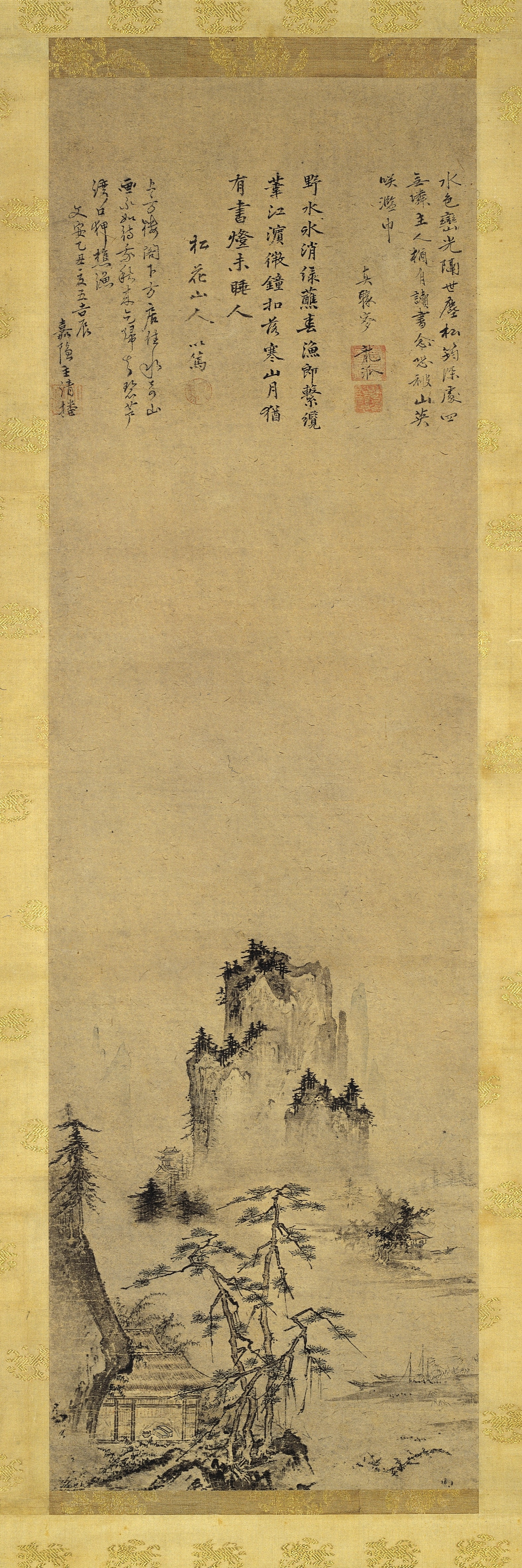
山水図（水色巒光図）伝周文筆
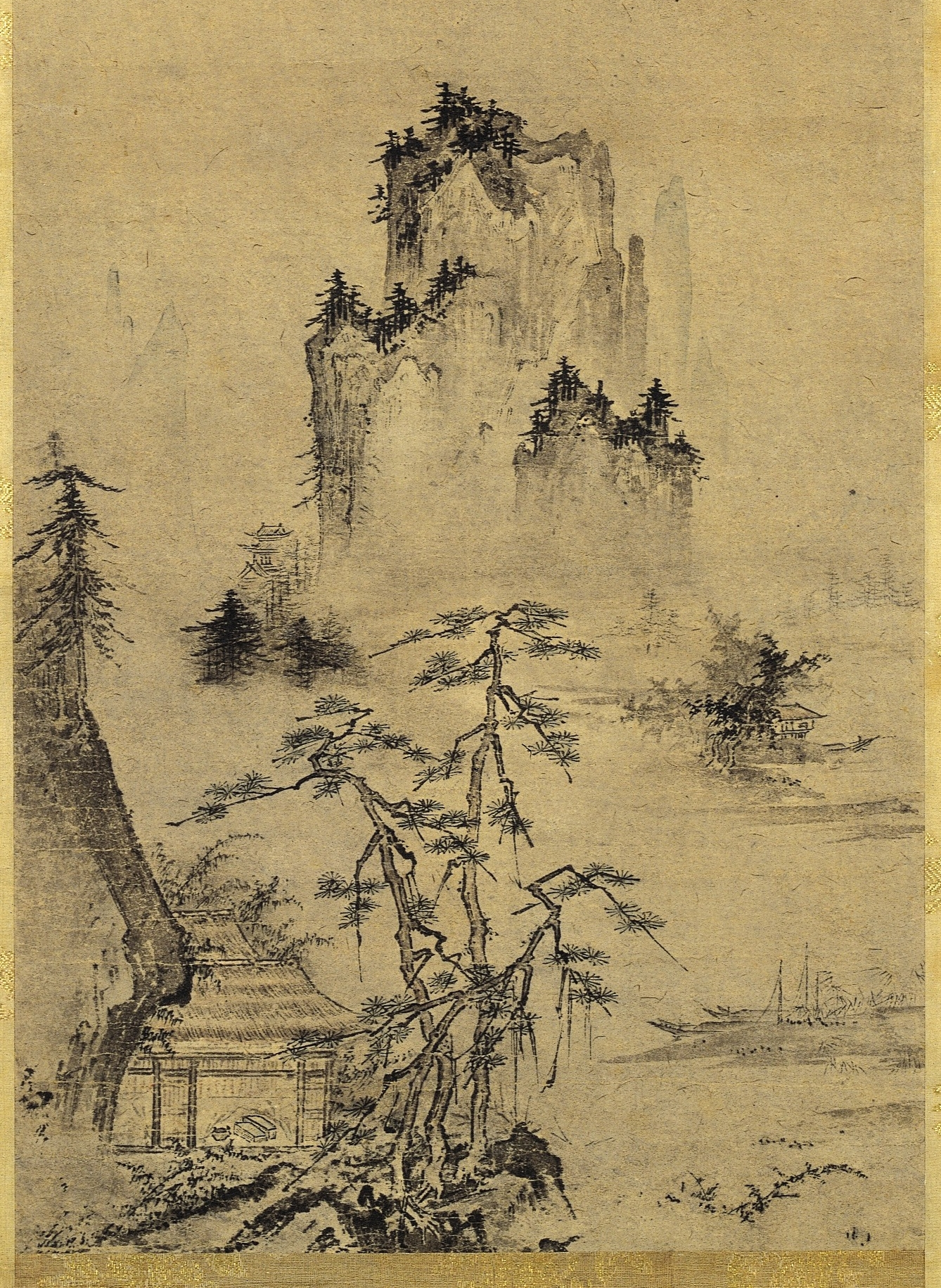
山水図（水色巒光図、部分）
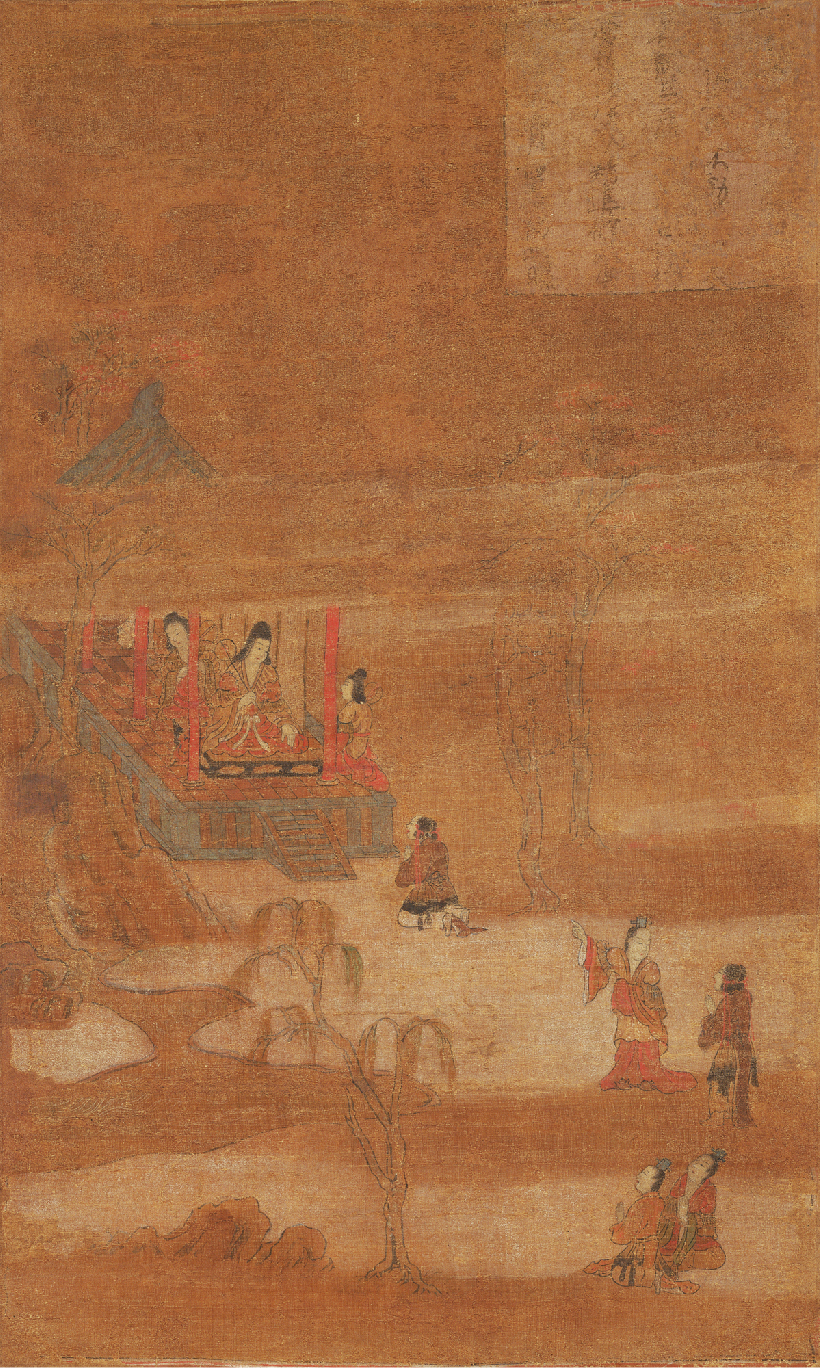
華厳五十五所絵（不動優婆夷）
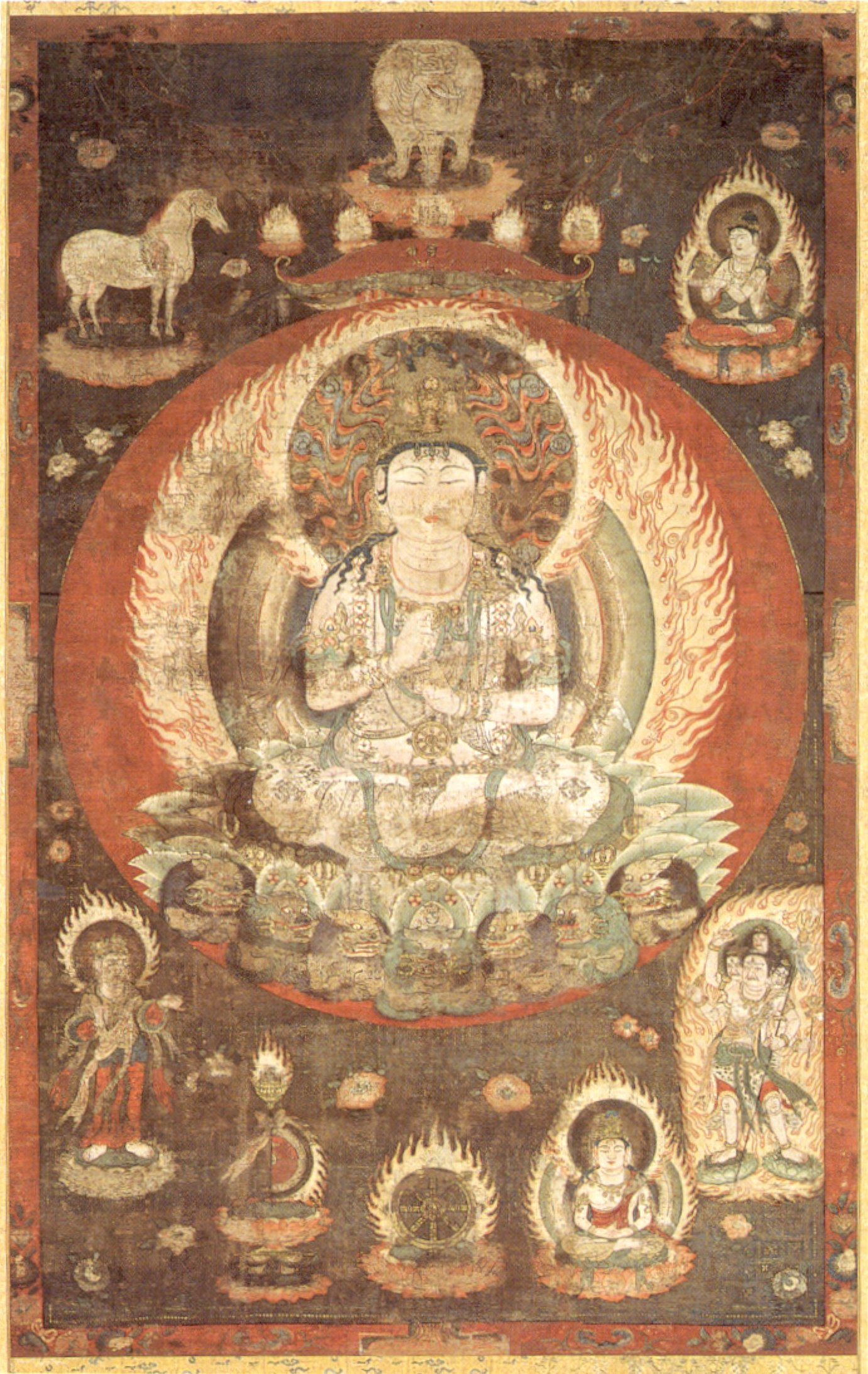
一字金輪曼荼羅
刺繡釈迦如来説法図
越中国射水郡鳴戸村墾田図
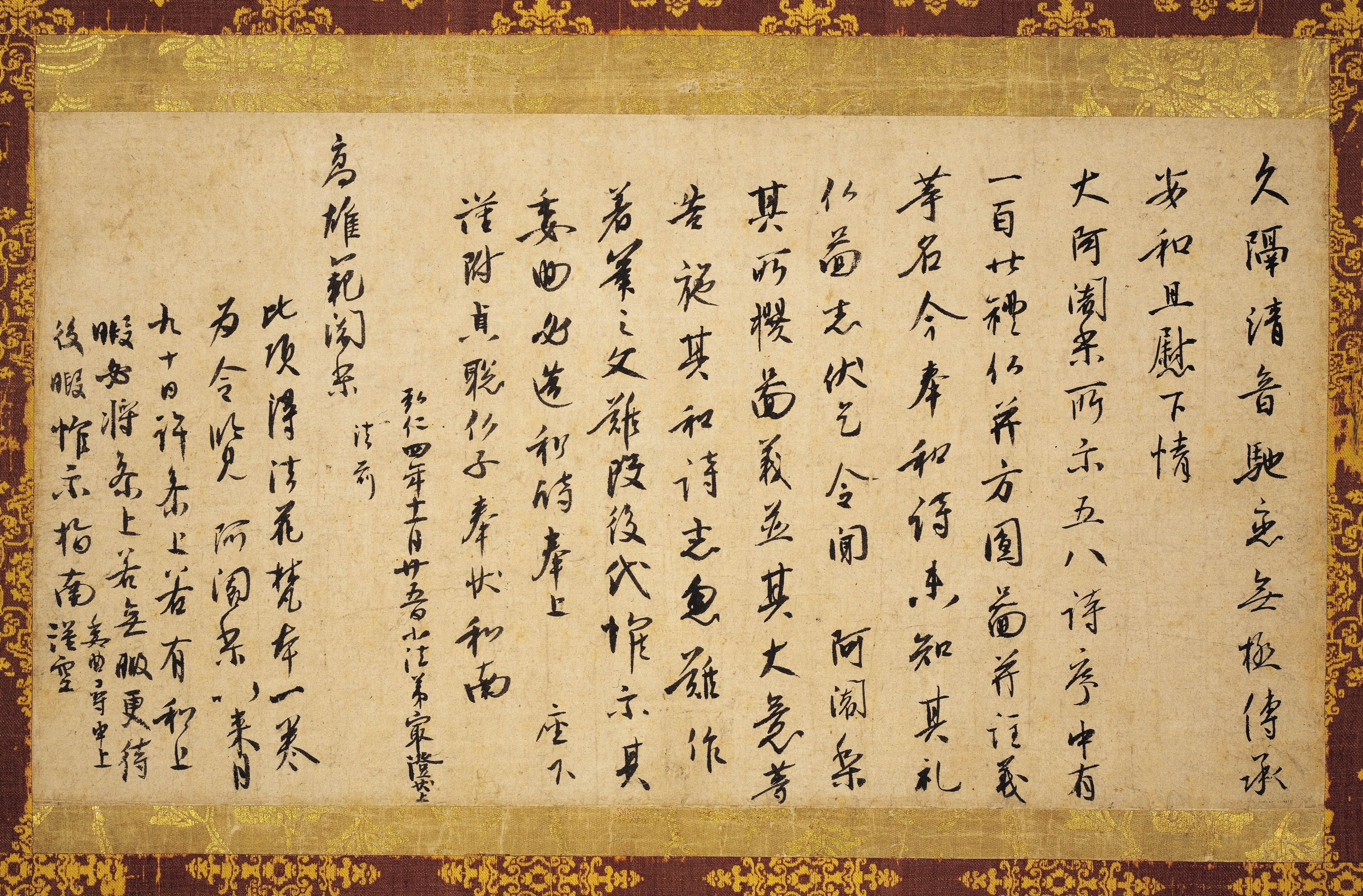
伝教大師筆尺牘（久隔帖）
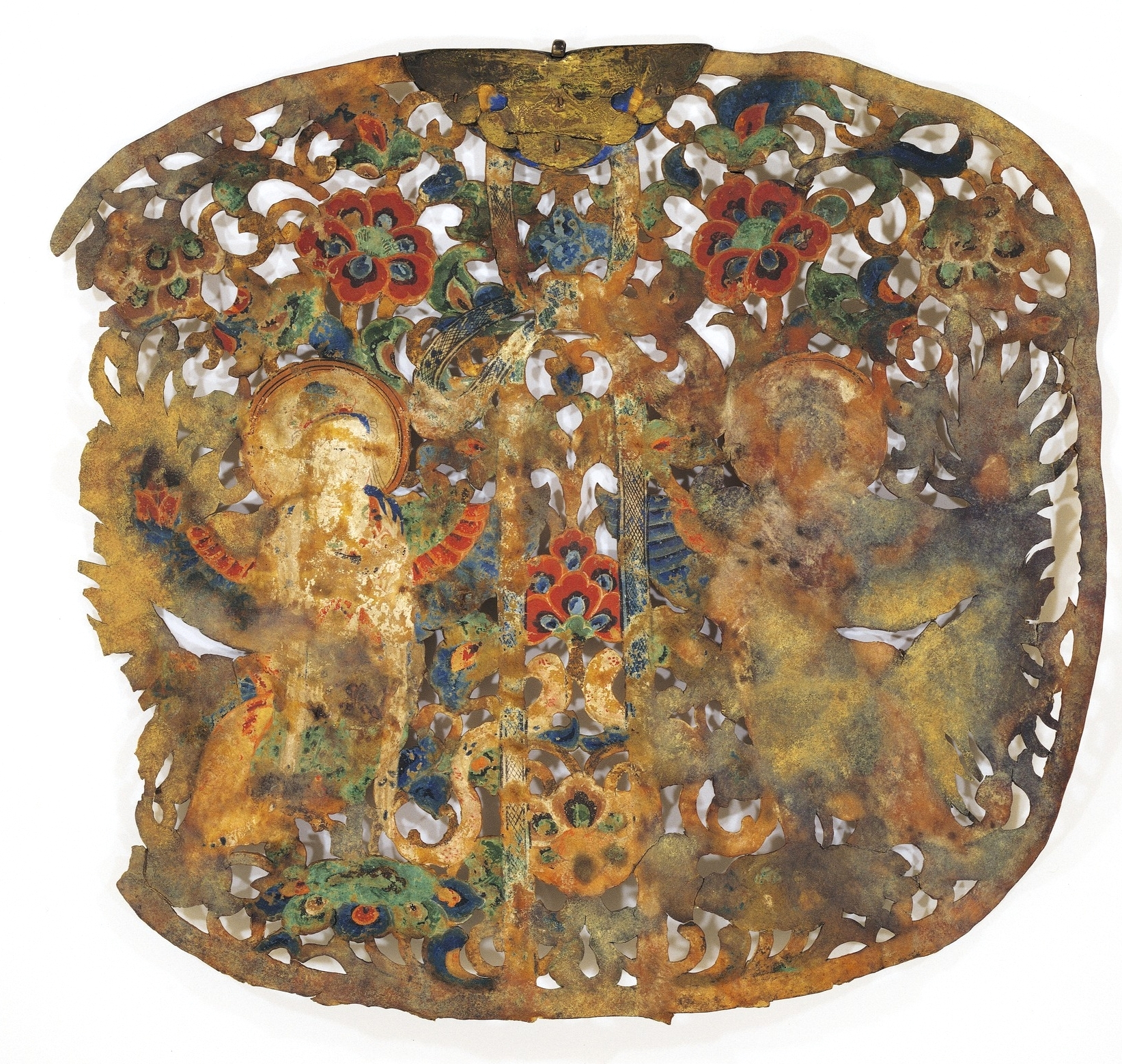
牛皮華鬘
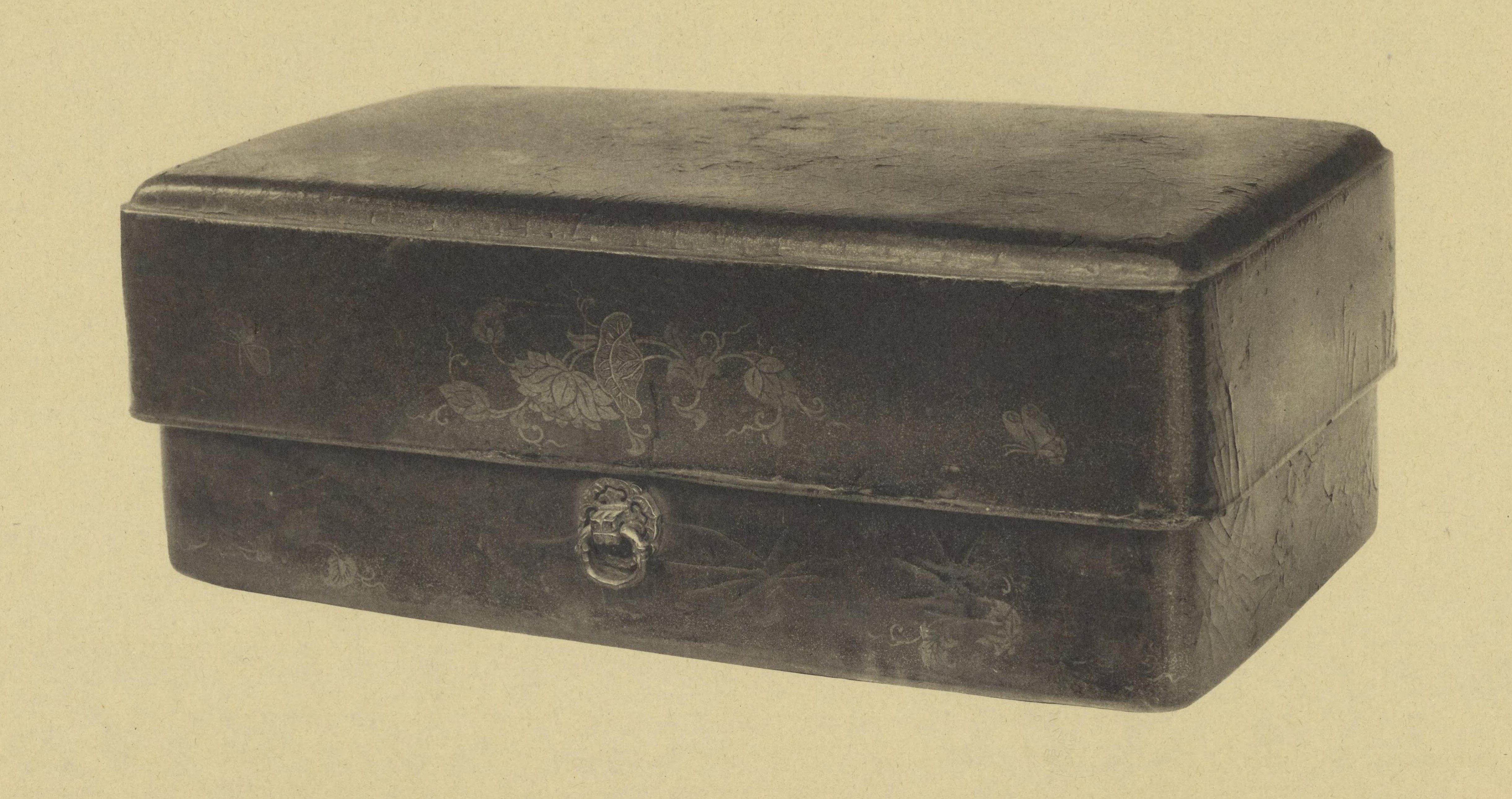
蓮唐草蒔絵経箱
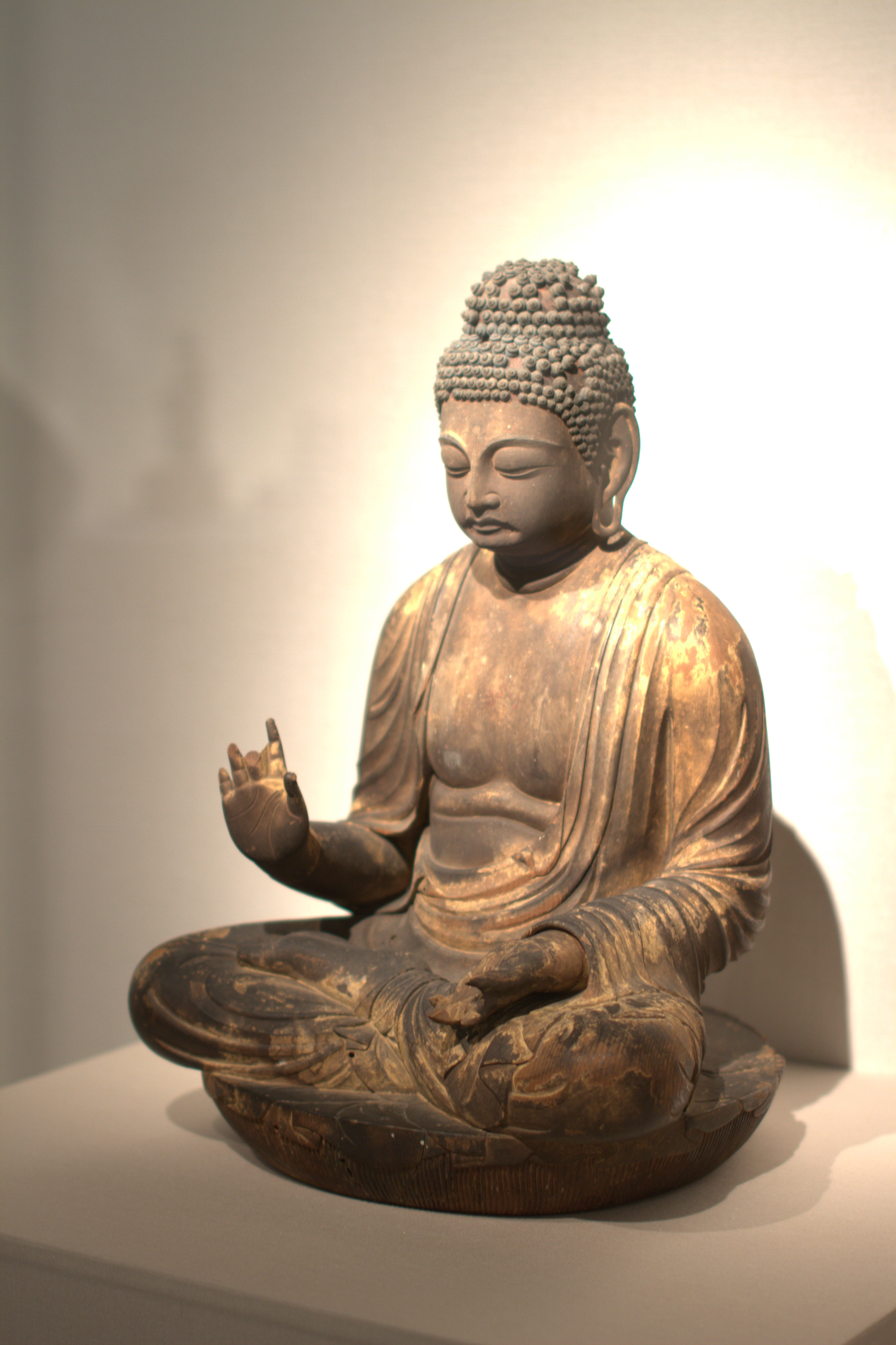
木造薬師如来坐像
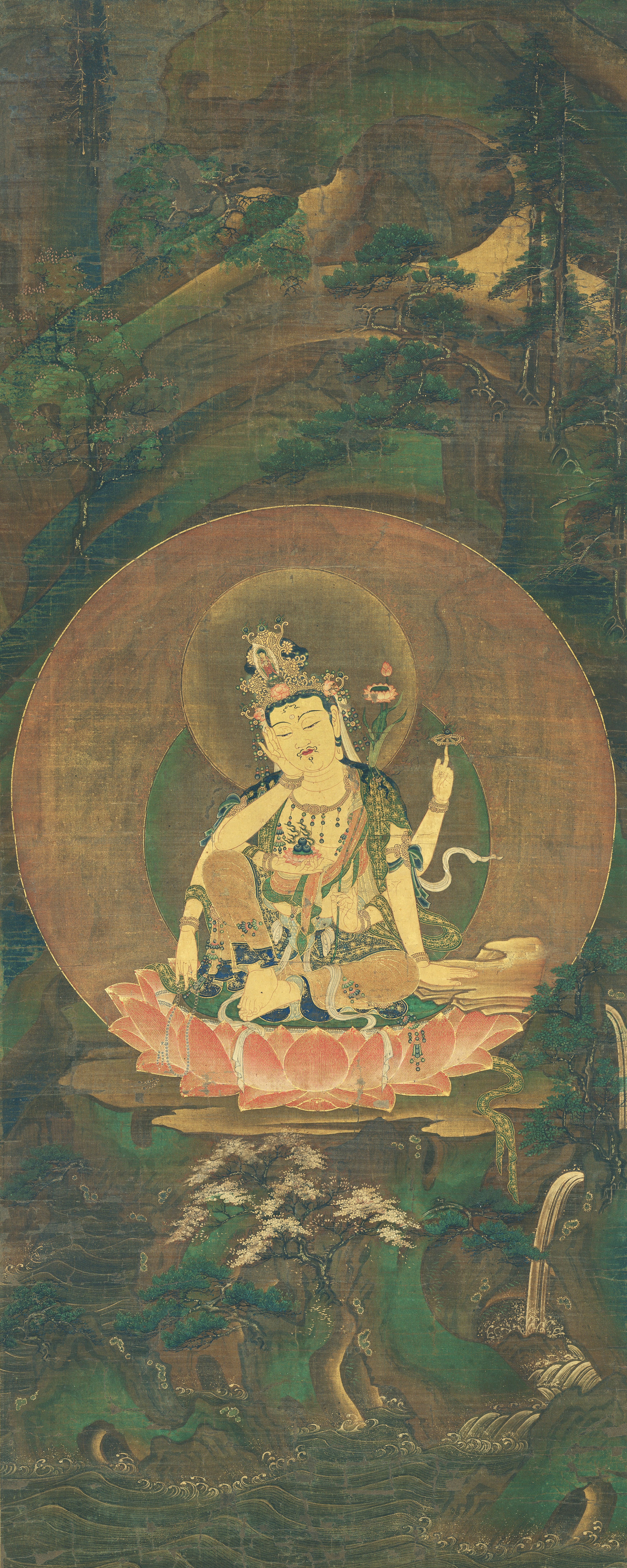
如意輪観音像 14世紀
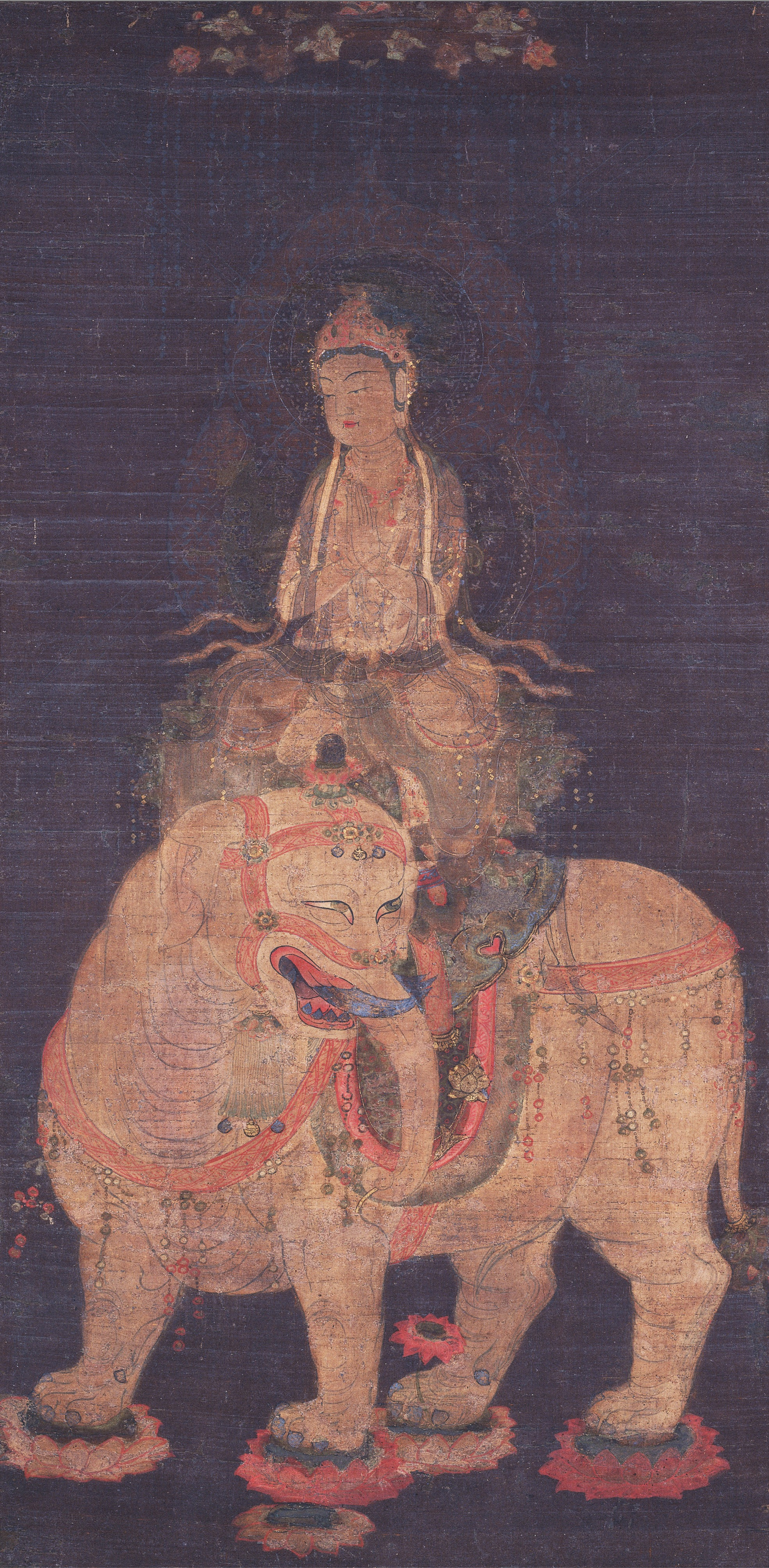
普賢菩薩像 12世紀
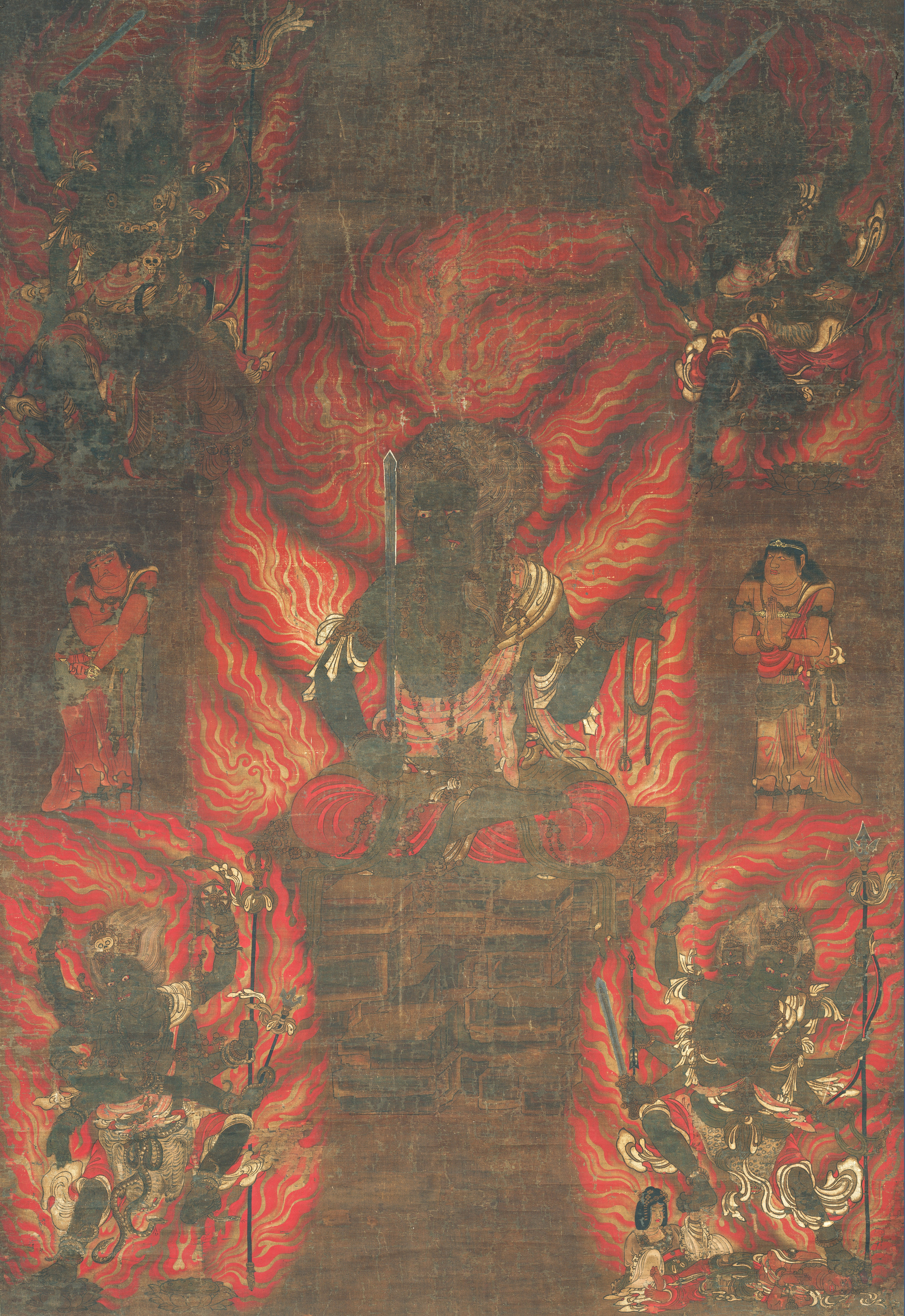
五大明王像 13 - 14世紀
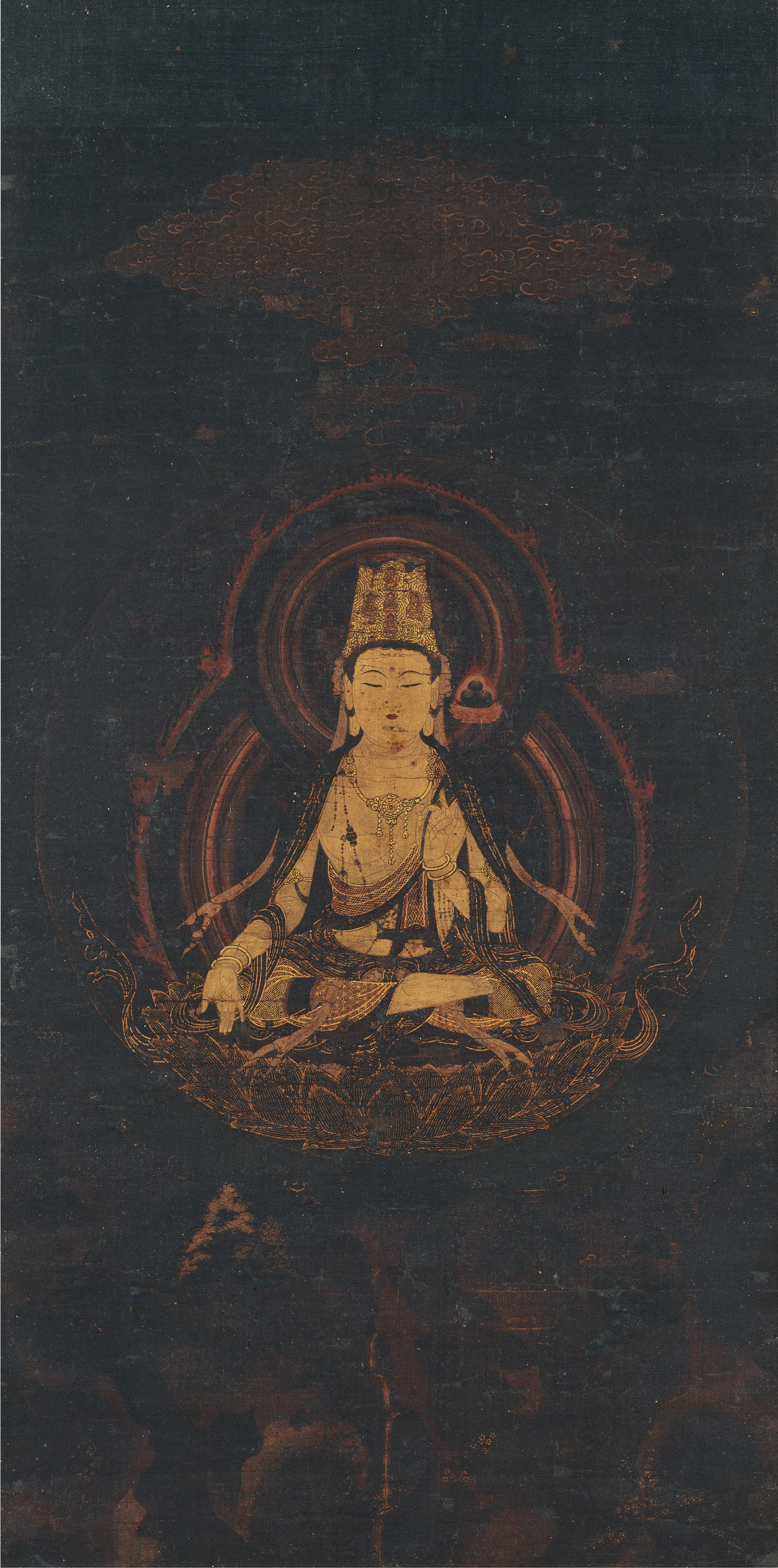
虚空蔵菩薩像 14世紀
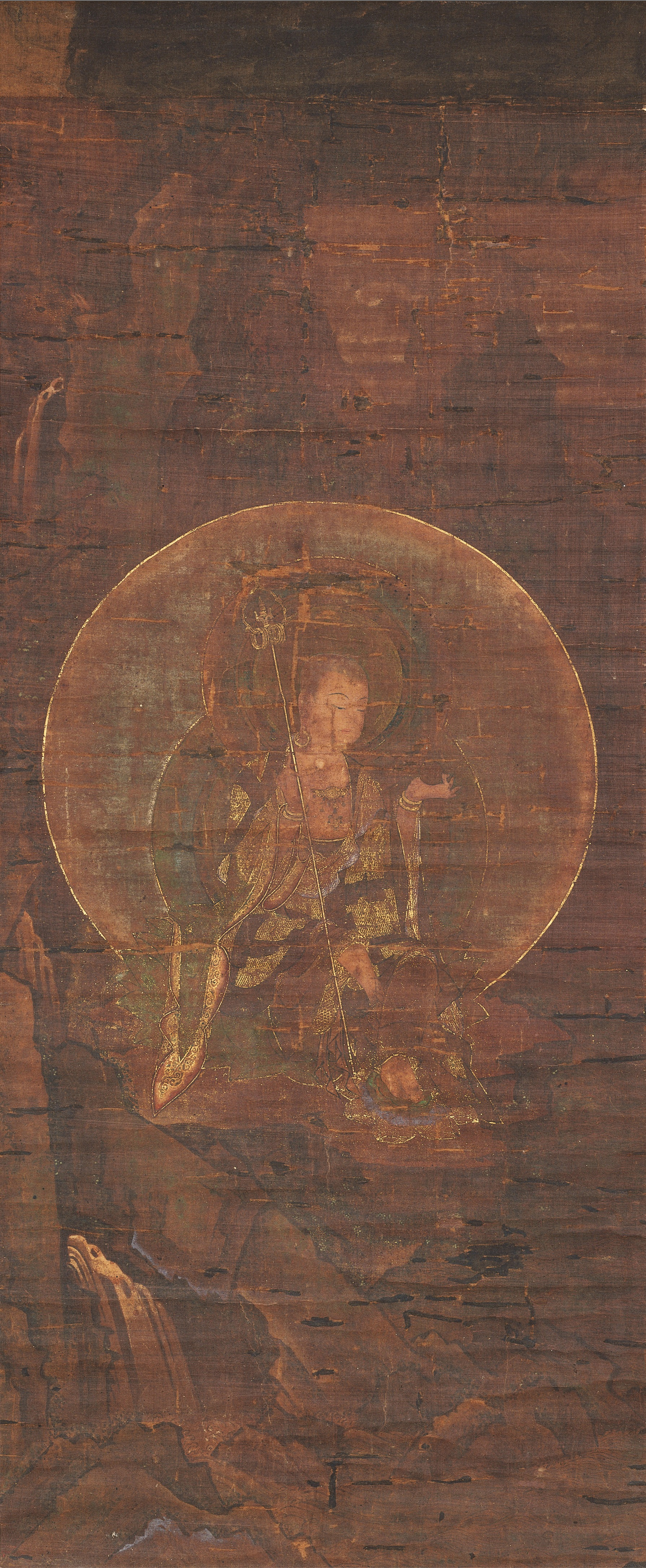
地蔵菩薩像 14世紀
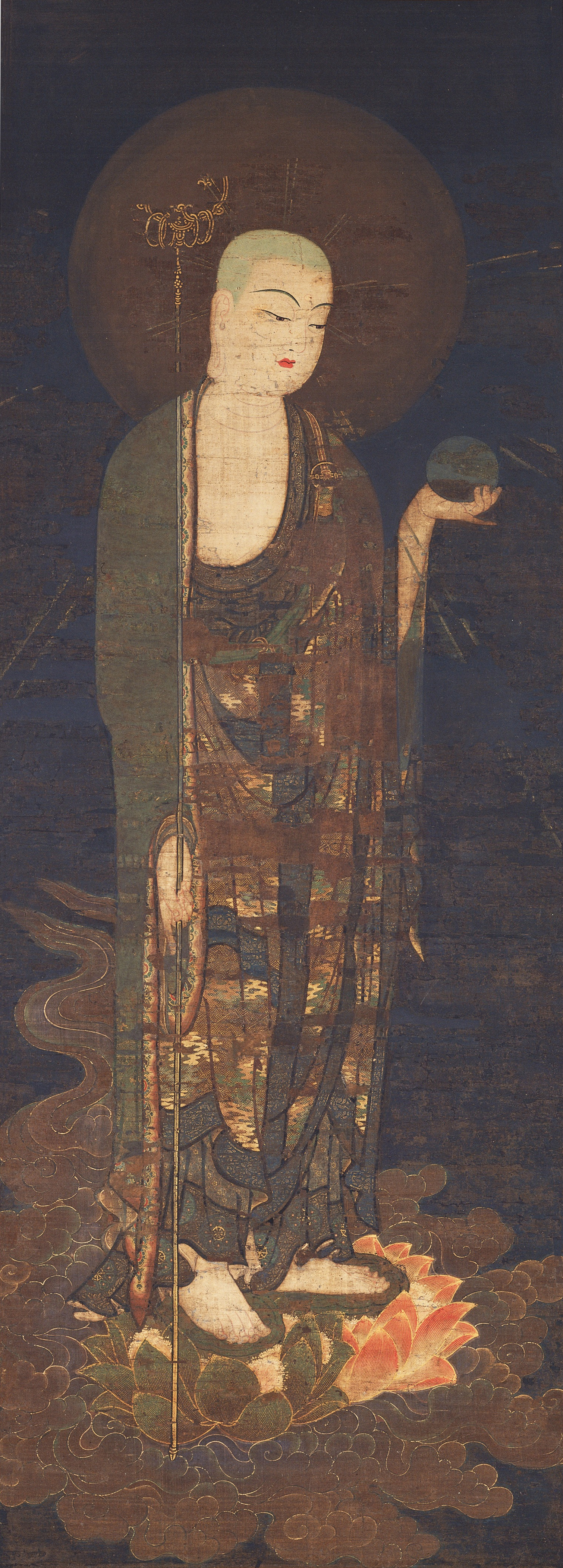
地蔵菩薩像 13世紀
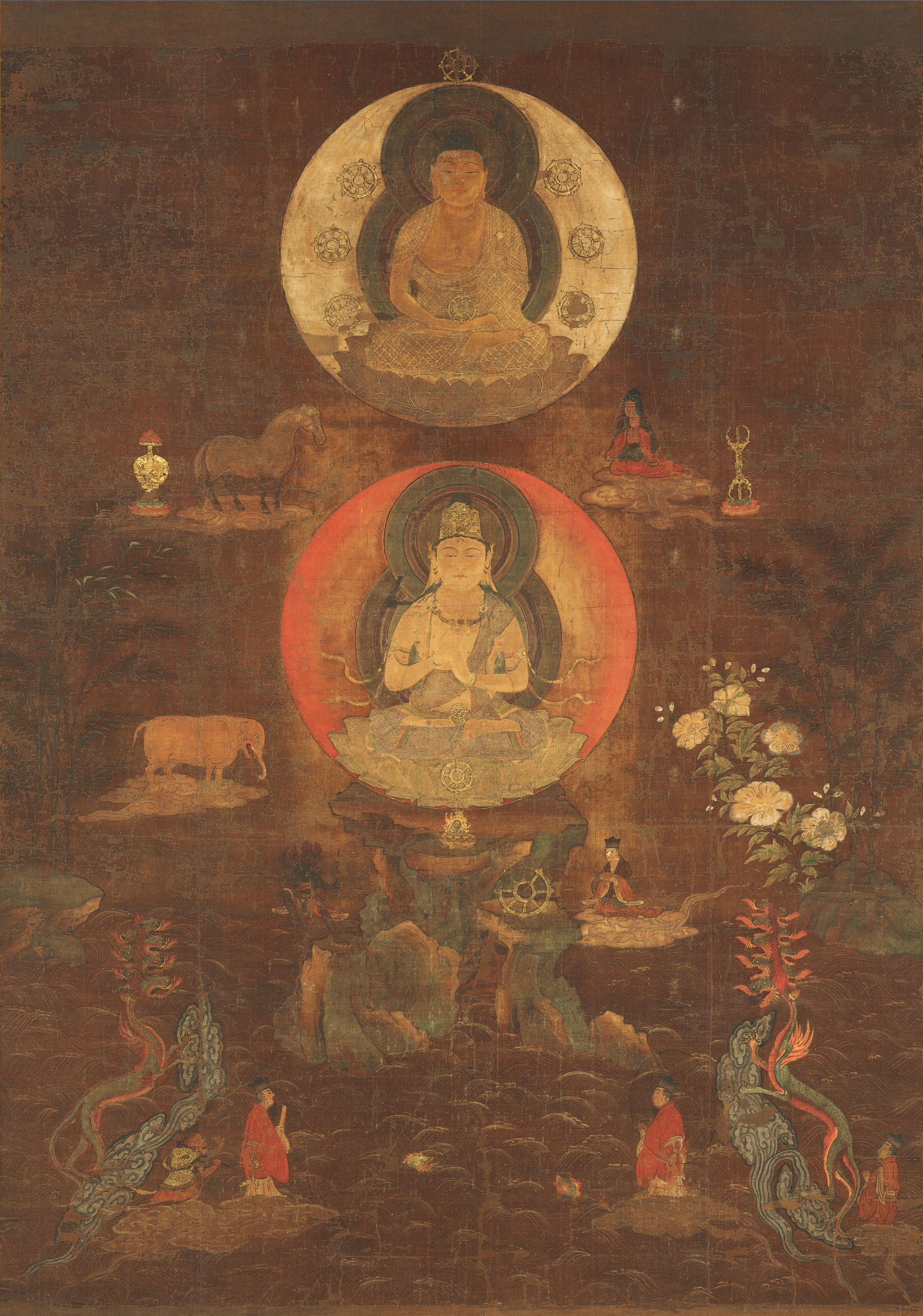
大仏頂曼荼羅図 12世紀
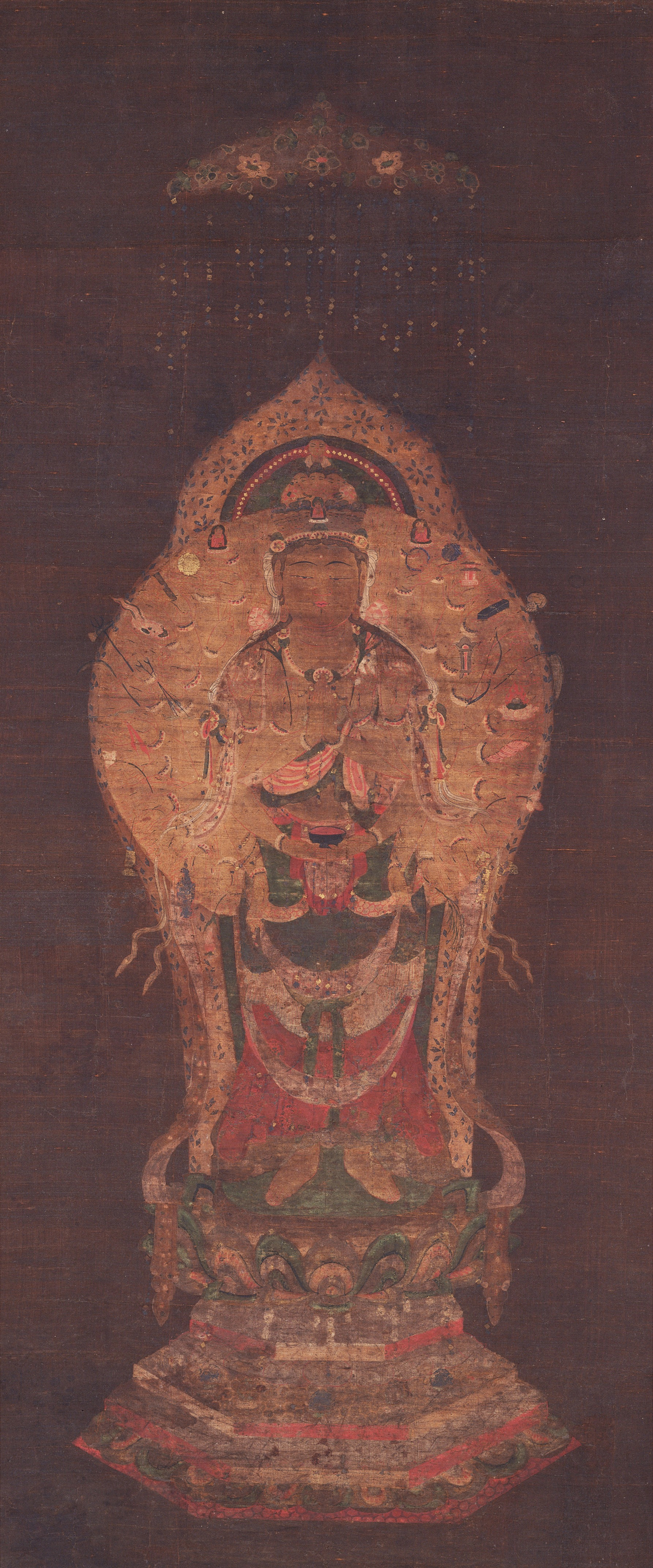
千手観音像 12世紀
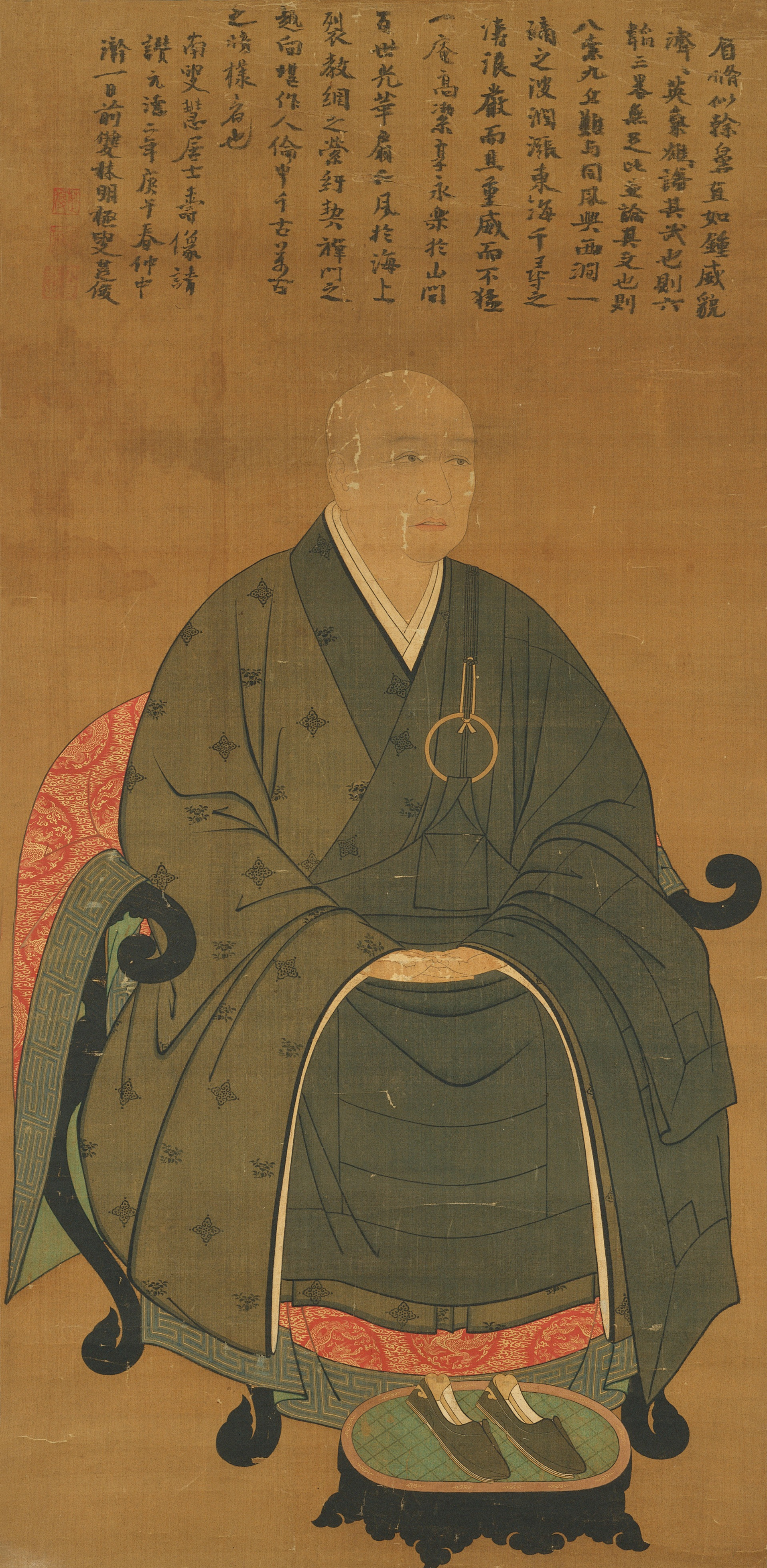
安東円恵像 1380年
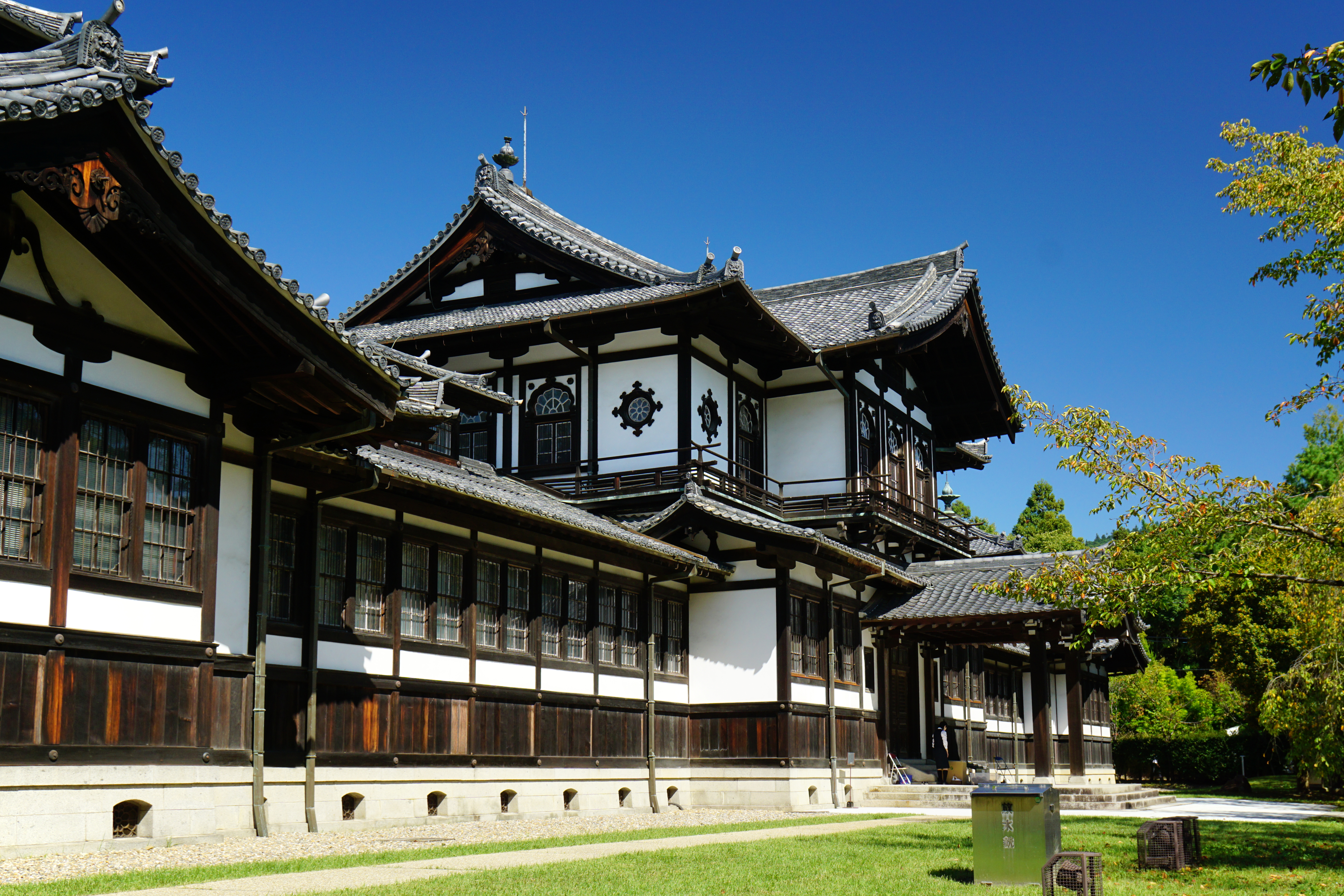
旧奈良県物産陳列所
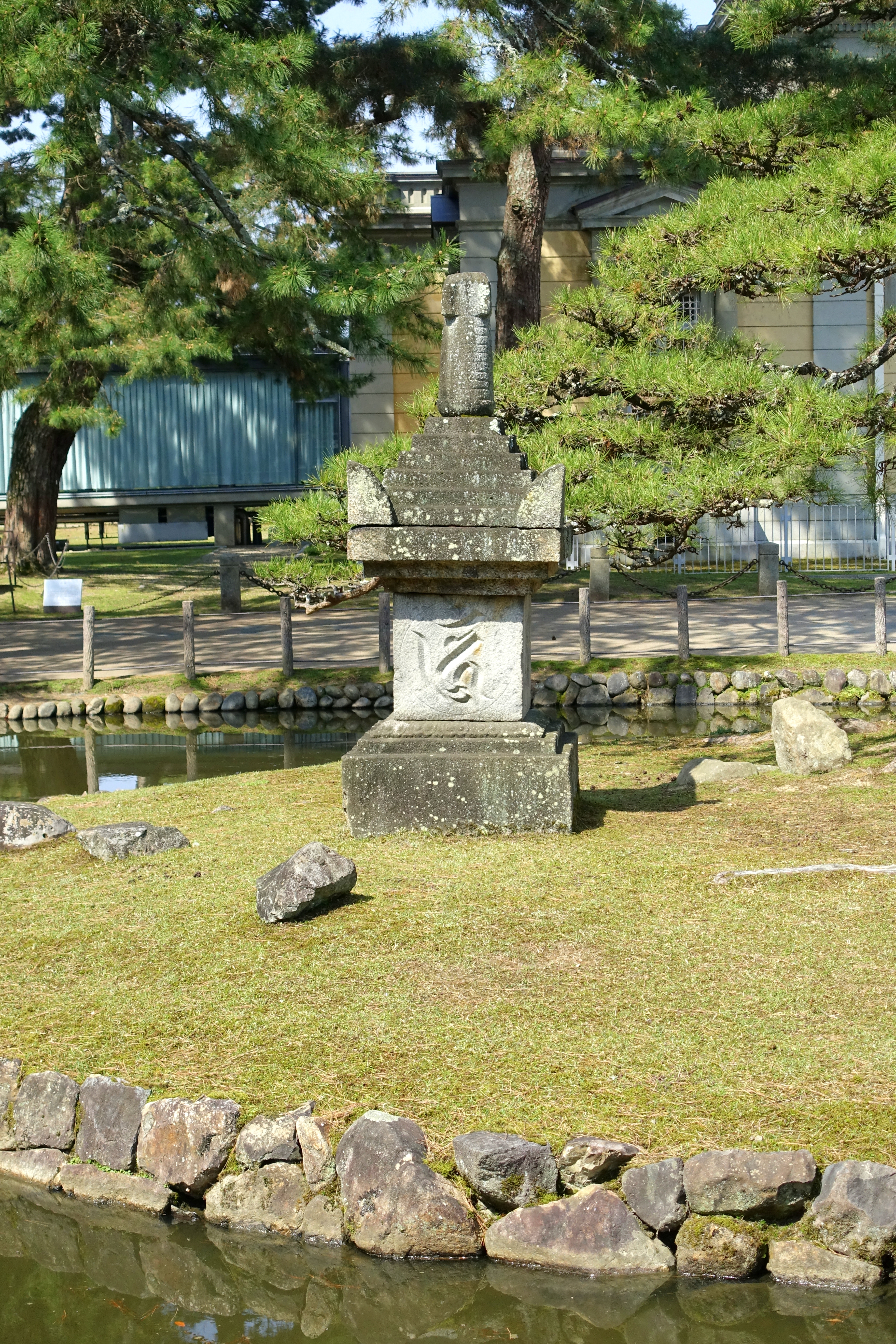
宝篋印塔（個人蔵）
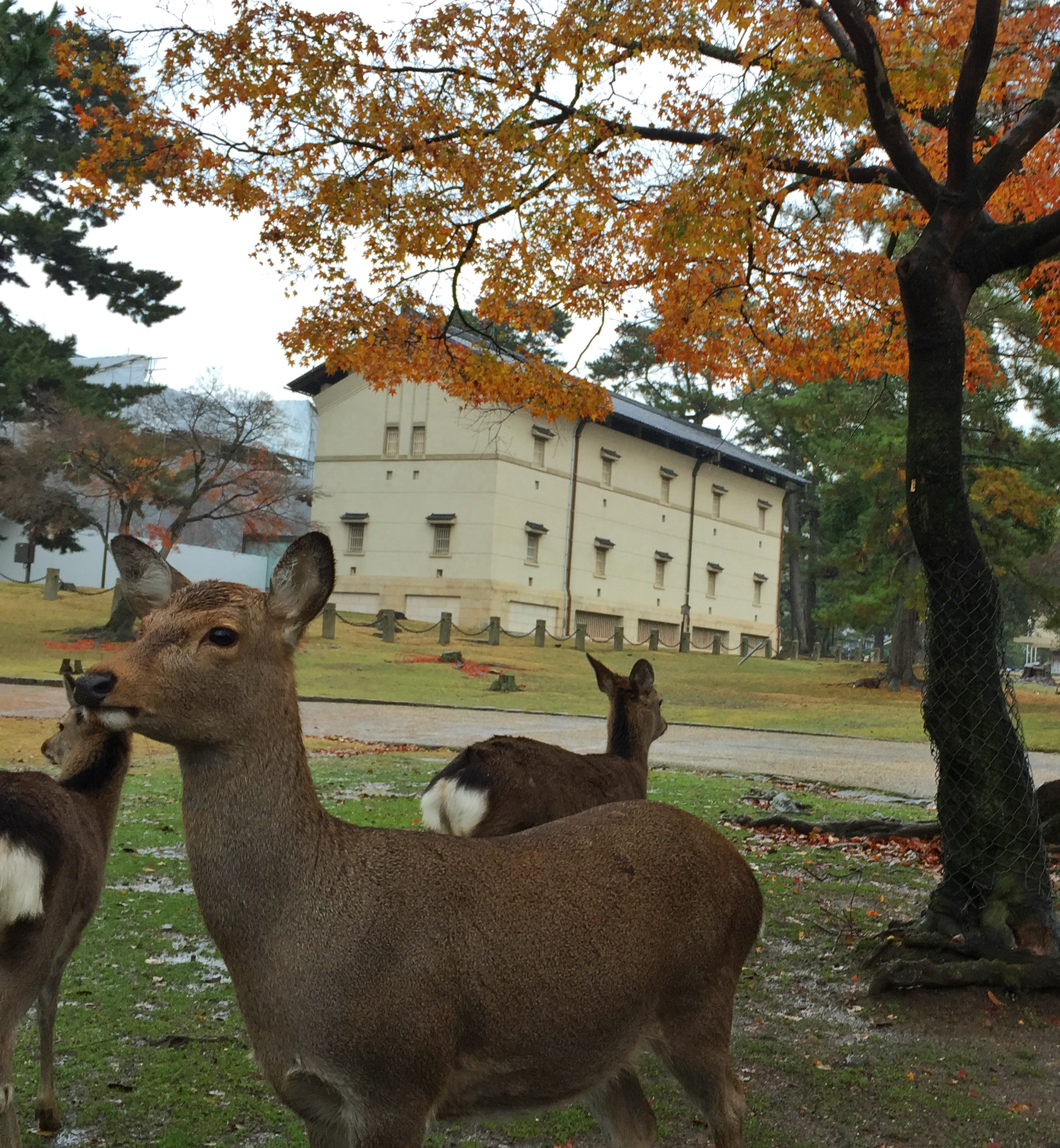
青銅器館

## 主な寄託品
- 長谷寺 銅板法華説相図（国宝）奈良時代
- 法起寺 銅造菩薩立像（重文）飛鳥時代
- 薬師寺 木造八幡三神坐像（国宝）平安時代
- 岡寺 乾漆義淵僧正坐像（国宝）奈良時代
- 元興寺 木造薬師如来立像（国宝）平安時代
- 秋篠寺 木造（頭部乾漆造）梵天立像・救脱菩薩立像（重文）頭部奈良時代、体部鎌倉時代
- 神野寺 銅造菩薩半跏像（重文）飛鳥～奈良時代
- 金龍寺 木造菩薩立像（重文）奈良時代
- 當麻寺 木造宝冠阿弥陀如来坐像（重文）平安時代
- 浄瑠璃寺 木造馬頭観音立像（重文）鎌倉時代
- 中宮寺 天寿国繡帳残闕（国宝）飛鳥時代
- 談山神社 旧粟原寺三重塔伏鉢（国宝）奈良時代

## 施設

### 展示施設
- なら仏像館（旧本館）（片山東熊設計、1894年竣工、重要文化財）
- 青銅器館（坂本コレクション展示室、旧本館付属棟）（1937年竣工）
- 西新館（吉村順三設計、1972年竣工）― BCS賞（1974年）
- 東新館（吉村順三設計、1997年竣工）― 公共建築100選（1998年）チタン（TranTixxii）製屋根を採用
- 地下回廊（1997年竣工）

### 仏教美術資料研究センター
1980年に新設された仏教美術資料研究センターでは、仏教美術に関連する資料の作成・収集・整理・保管を行っており、毎週水・金曜日に限定して一般に公開される。1983年から奈良国立博物館の所属になった。建物（重要文化財）は、1902年（明治35年）に竣工した関野貞設計の旧奈良県物産陳列所である。

### その他施設
- 文化財保存修理所
- 八窓庵 - 興福寺大乗院庭内にあった茶室。明治25年（1892年）に移築された。含翠亭（がんすいてい）ともよばれ、古田織部の好みと伝えられる。四畳台目の席を主室とし、入母屋造り茅葺、前面に杮葺の庇をおろした田舎家風の外観である。

## 歴代館長
- 帝国奈良博物館　館長
- 1889-90　平山靖彦
- 1890-94　小牧昌業
- 1984-95　山高信離
- 1895　古沢滋
- 1895-1902　山高信離
- 奈良帝室博物館館長
- 1902-05　森本後凋
- 1905-07　 青木咸一（心得）
- 1907-31　久保田鼎
- 1931-35　和田軍一（心得）
- 1935-40　山口巍
- 1940-41　矢島正昭
- 1941　内藤三郎
- 1941-45　宮野安
- 1945-47　藤井宇多治郎
- 国立博物館奈良分館長・奈良国立博物館長
- 1947-57　黒田源次
- 1957-65　石田茂作
- 1965-74　蔵田蔵
- 1975-83　倉田文作
- 1983-87　浜田隆
- 1987-91　西川杏太郎
- 1991-95　山本信吉
- 1995-2000　内田弘保（前文化庁長官）
- 2000-05　鷲塚泰光
- 2005-17　湯山賢一
- 2017-21　松本伸之
- 2021-　井上洋一

## 交通アクセス
- 近鉄奈良線 近鉄奈良駅 徒歩約15分
- 市内循環バス「氷室神社・国立博物館」下車すぐ

## 周辺情報
- 奈良教育大学
- 春日大社
- 奈良県立美術館[12]
- 興福寺
- 東大寺
- 猿沢池
- 奈良公園
- 奈良きたまち
- 奈良町
- 奈良女子大学
- 奈良県文化会館
- 奈良ホテル
- 氷室神社
- 旧日吉館跡